# Franco Gandini
Franco Gandini (San Lazzaro di Parma, 28 de julio de 1936) es un deportista italiano que compitió en ciclismo en la modalidad de pista, especialista en las pruebas de persecución.
Participó en los Juegos Olímpicos de Melbourne 1956, obteniendo una medalla de oro en la prueba de persecución por equipos (junto con Antonio Domenicali, Leandro Faggin y Valentino Gasparella). Ganó dos medallas en el Campeonato Mundial de Ciclismo en Pista, plata en 1957 y bronce en 1958.

## Medallero internacional
| Juegos Olímpicos   | Juegos Olímpicos      | Juegos Olímpicos  | Juegos Olímpicos           |
| Año                | Lugar                 | Medalla           | Competición                |
| ------------------ | --------------------- | ----------------- | -------------------------- |
| 1956               | Melbourne (Australia) | Medalla de oro    | Persecución por equipos    |
| Campeonato Mundial |                       |                   |                            |
| Año                | Lugar                 | Medalla           | Competición                |
| 1957               | Rocourt (Bélgica)     | Medalla de plata  | Persecución individual (A) |
| 1958               | París (Francia)       | Medalla de bronce | Persecución individual (P) |